# 孟祎
孟祎（?—?），五胡十六国时期武威郡（今甘肃省武威市）人。
孟祎初仕后凉吕隆为昌松太守。401年，南凉车骑将军秃发傉檀在显美对昌松太守孟祎发动猛攻。402年，秃发傉檀攻克显美，抓住孟祎，因为他迟迟不降，对他大加斥责。孟祎说：“我接受吕氏的厚恩，蒙分授虎符，镇守疆土，如果明公大军刚来，我就望旗归附，恐怕也要受到你的怪罪啊！”秃发傉檀把他释放，以礼相待，迁徙了当地二千多户居民，便撤兵回去，又任命孟祎为左司马。孟祎辞谢：“吕氏将亡，贵国圣朝定占黄河以西，无论聪明愚蠢，都一目了然。但我为人守城却不能完成使命，保全防地，如果又厚颜接受显职，内心不安。如果让我承蒙明公恩惠，就请让我到姑臧去接受诛杀，那么虽死也不朽了。”秃发傉檀被他的气节所感动，把他放回去了。403年，后凉被后秦所灭，孟祎仕后秦姚兴，担任凉州刺史王尚的别驾司马。406年，姚兴让秃发傉檀代王尚为凉州刺史，孟祎在道左出迎。秃发傉檀在宣德堂设宴，宴请大臣，仰头看着这座建筑，叹息说：“古人有言：‘作者不居，居者不作’，太对了。”孟祎说：“从前，张文王开始建筑这座大堂，到今天已将近一百年了，经历的主人也有十二个，只有讲信义顺民心的人才可以在这里久住。惟信顺可以久安，仁义可以永固，愿大王勉之”，秃发傉檀称谢：“不是先生我就听不到直言了”。